# رینالد سوم، کنت تول
رینالد سوم (درگذشته پیش از ۱۱۲۴) کنت تول درناحیه لوتارنژی علیا در اواخر قرن یازدهم بود. او پسر فردریک اول، کنت استنویس بود.

## زندگی‌نامه
او در هنگام برپایی نخستین جنگ صلیبی به لشکر خویشاوند خود گادفری دوک بوین پیوست. او از اربابان برجسته درجه دوم در جنگ صلیبی بود. او در تصرف و ایجاد دولت صلیبی ادسا به بالدوین بولونی کمک کرد. او بعداً به ارتش اصلی صلیبیون بازگشته و در محاصره انطاکیه، فرماندهی لشکر هفتم سپاه صلیبی را در جریان نبرد علیه کربوغا بر عهده داشت. پس از این جنگ صلیبی موفق، او به اروپا بازگشت و پیش از ۱۱۲۴ درگذشت.